# Bronisław Makowski
Bronisław Makowski (* 25. Mai 1905 in Częstochowa; † 25. Mai 1944 in Krakau) war ein polnischer Fußballspieler.

## Fußball
Makowski erlernte das Spiel gegen den Ball ab 1919 beim KS Cracovia. Seine größten Erfolge feierte er jedoch zwischen 1927 und 1931 bei Wisła Krakau, hier konnte er mit dem Verein in den Jahren 1927 und 1928, zwei Meistertitel erringen. Am 5. Juli 1931 kam er beim 5:0-Erfolg gegen Lettland für das Nationalteam zum Einsatz. Dies stellte seinen einzigen offiziellen Einsatz im Nationaldress dar. Makowski stand bereits im Jahre 1929 bei einem inoffiziellen Spiel gegen Österreich auf dem Feld. Beim KS Warszawianka beendete er 1936 seine aktive Laufbahn.

## Zeit nach dem aktiven Sport und Tod
Für 2 Jahre, von März 1937 bis März 1939, hielt Makowski sich in Südamerika auf. Makowski war bereits in Polen zum Piloten ausgebildet worden, entdeckte hier aber sein Interesse für die Sportfliegerei. Gemeinsam mit dem Ingenieur Stefan Krajewski absolvierte er in einer auf den Namen „Józef Piłsudski“ getauften zweisitzigen Miles Hawk Major Flugrouten über Paraguay, Brasilien, Uruguay, Argentinien und Bolivien. Im Verlauf des Zweiten Weltkrieges war er aktiver Widerstandskämpfer und wurde von der Gestapo verhaftet. Er wurde in Krakau im Gefängnis Montelupich inhaftiert. Er starb am 25. Mai 1944, seinem 39. Geburtstag, durch Erschießung. Sein Bruder Jan Makowski wurde mit ihm erschossen. Auf dem Friedhof Rakowicki ist am Familiengrab eine kleine Gedenktafel angebracht, da der Verbleib der Leichen nach der Exekution unbekannt ist.

## Erfolge
- Polnischer Meister: 1927 & 1928